# Бад-Хённинген
Бад-Хённинген (нем. Bad Hönningen) — город в Германии, в земле Рейнланд-Пфальц.
Входит в состав района Нойвид. Подчиняется управлению Бад Хённинген. Население составляет 5896 человек (на 31 декабря 2017 года). Занимает площадь 20,09 км². Официальный код — 07 1 38 004.
- Дворец

## Достопримечательности
- Дворец Аренфельс